# Hội đồng lâm thời Hồ Nam
Hội đồng lâm thời Hồ Nam (tiếng Trung: 湖南省临时参议会; phiên âm Hán Việt: Hồ Nam tỉnh lâm thời tham nghị hội) là cơ quan lập pháp ở tỉnh Hồ Nam, Trung Quốc từng hoạt động trong thời đại quân phiệt. Đến thời kỳ chiến tranh Trung–Nhật lần thứ hai, hội đồng này do tướng Triệu Hằng Dịch nắm quyền lãnh đạo từ năm 1939 đến năm 1946.
Sau khi cuộc khởi nghĩa Vũ Xương nổ ra vào ngày 25 tháng 10 năm 1911, giới quan chức ở Hồ Nam đã phân chia quyền hành quân sự và dân sự giữa Bộ Quân chính (軍政部) và Bộ Dân chính (民政部). Sáu bộ (司) được thành lập dưới nhánh dân sự: Dân chính, Tài chính, Giáo dục, Tư pháp, Giao thông và Truyền thông, và Ngoại giao. Bất chấp quyền lực của các chính phủ quân sự, việc thành lập một bộ duy nhất chuyên về hành chính dân sự đã mang lại quyền lực đáng kể cho các chính khách như Đàm Diên Khải.